# Symphoricarpos
Symphoricarpos, thường được gọi chung là quả mọng sáp hay quả mọng tuyết, là một chi nhỏ bao gồm khoảng 15 loài cây bụi rụng lá trong họ Kim ngân. Ngoại trừ S. sinensis là loài bản địa ở miền tây Trung Quốc, tất cả các loài còn lại đều có nguồn gốc từ Bắc và Trung Mỹ.
Tên của chi có nguồn gốc từ tiếng Hy Lạp, trong đó symphorein (συμφορειν) nghĩa là "mang, đeo cùng nhau", và karpos (καρπος) nghĩa là "trái cây", ám chỉ hình ảnh các quả mọng của trong chi này mọc thành từng chùm trên cây.

## Mô tả

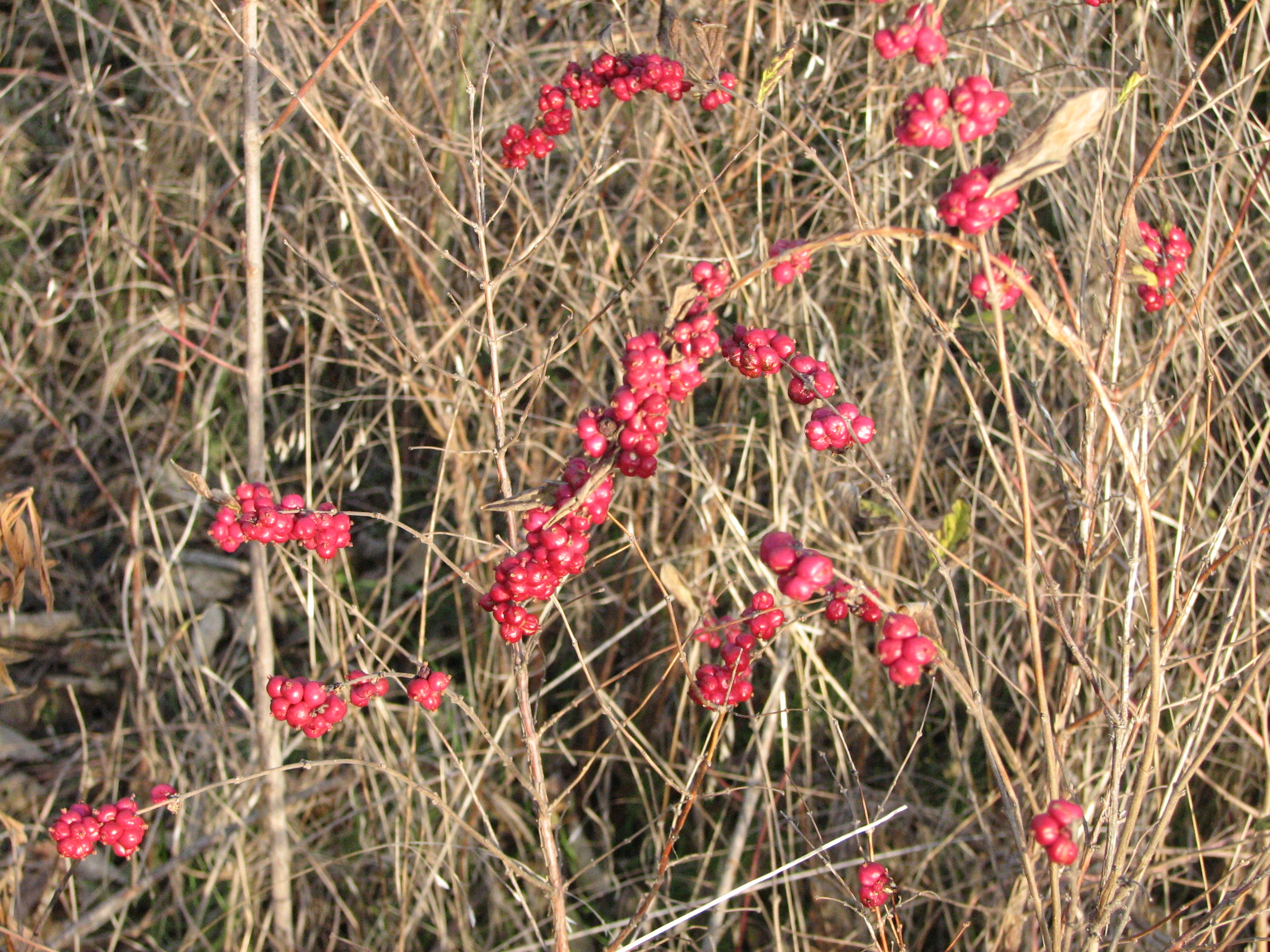
Những chùm quả của S. orbiculatus

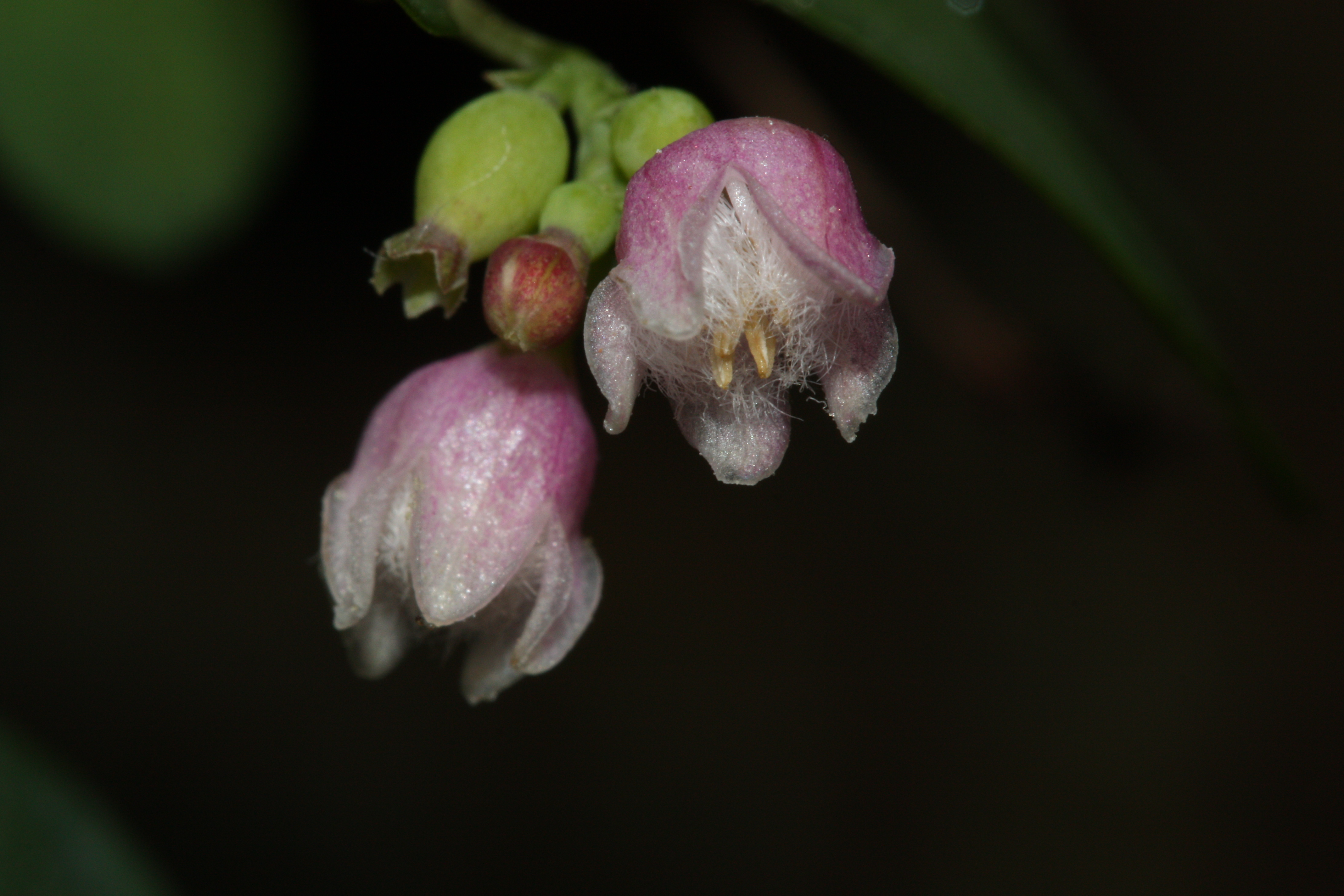
Hoa của S. albus

Lá của Symphoricarpos dài từ 1,5 đến 5 cm, tròn, có 1 hoặc 2 thùy ở gốc. Hoa nhỏ, có màu trắng xanh đến hồng, mọc thành các cụm nhỏ từ 5 tới 15 hoa ở hầu hết các loài, nhưng vẫn mọc đơn độc hoặc theo cặp ở một số loài (như S. microphyllus). Quả mọng, đường kính 1 – 2 cm, rất mềm, màu sắc tùy vào từng loài: màu trắng (ví dụ: S. albus), màu hồng (ví dụ: S. microphyllus) hoặc màu đỏ (ví dụ: S. orbiculatus), kể cả màu tím đen chỉ duy nhất một loài, đó là S. sinensis. Hầu hết chúng đều có phủ một lớp bột sáp. Khi quả mọng bị nứt, cùi thịt bên trong màu trắng muốt, rất xốp, giống như tuyết mịn; quả có 2 hạt hạch màu trắng, dài 2–5 mm. Hạt của Symphoricarpos có lớp phủ rất cứng và không thấm nước nên rất khó nảy mầm, có thể không hoạt động đến 10 năm.

## Các loài
Các loài được chấp nhận dưới đây được tính từ tháng 8 năm 2015:
- Symphoricarpos acutus
- Symphoricarpos albus
- Symphoricarpos × chenaultii
- Symphoricarpos × doorenbosii
- Symphoricarpos guadalupensis
- Symphoricarpos guatemalensis
- Symphoricarpos hesperius
- Symphoricarpos longiflorus
- Symphoricarpos microphyllus
- Symphoricarpos mollis
- Symphoricarpos occidentalis
- Symphoricarpos orbiculatus
- Symphoricarpos oreophilus
- Symphoricarpos palmeri
- Symphoricarpos parishii
- Symphoricarpos rotundifolius
- Symphoricarpos sinensis
- Symphoricarpos vaccinioides

## Sinh thái học
Các loài trong chi Symphoricarpos là nguồn thực phẩm quan trọng cho chim và gà rừng, nhưng lại mang độc tính đối với con người. Quả có chứa các alkaloid gây độc, có thể gây ra các triệu chứng như nôn mửa, chóng mặt...

## Sử dụng
Các loài Symphoricarpos được trồng chủ yếu đề làm cảnh trong sân vườn vì màu trắng tươi của quả và trong các khu bảo tồn động vật hoang dã.